# Union nationale des travailleurs du Mali
L’Union nationale des travailleurs du Mali (UNTM) est l’organisation syndicale malienne la plus importante. Elle a été créée en 1963 lors du congrès constitutif à Bamako du 24 au 28 juillet.

## Objet
Son mandat et ses objectifs sont :
- Défendre les intérêts matériels et moraux de ses membres ;
- Veiller à l'application correcte des lois sociales, des conventions et recommandations internationales ;
- Renforcer l'unité, la solidarité entre les travailleurs et sauvegarder la paix à tous les niveaux ;
- Procéder à la formation sur les plans syndical, professionnel, politique et économique de tous ses affiliés ;
- Elever la conscience professionnelle et le sens de la responsabilité des travailleurs ;
- Promouvoir et garantir les principes et les droits fondamentaux du travail ;
- Créer de plus grandes opportunités pour les femmes et les hommes à trouver des emplois de qualité ;
- Renforcer le tripartisme et le dialogue social ;
- Mettre en place des structures syndicales fonctionnelles, capables d'offrir des services sociaux aux militants, dans le cadre des activités non négociantes telles que les coopératives, les mutuelles, les garderies d'enfants, les groupements d'intérêts économiques,etc ;
- Inciter les gouvernements à mettre en œuvre, en collaboration avec les organisations syndicales, des programmes de développement dans le domaine de l'éducation, de la santé et de la sécurité sociale.

L'UNTM est affiliée à la Confédération internationale des syndicats libres.

## Secrétaires généraux
En 2014, Yacouba Katilé est élu Secrétaire général de l’UNTM, il succéde à Siaka Diakité qui dirigeait la centrale syndicale 
depuis 1997.

## Syndicats affiliés
- Syndicat national des douanes du Mali (Syntade)